# Banco Nacional de México
Il Banco Nacional de México, S.A. (Banco nazionale del Messico), anche conosciuto con l'acronimo Banamex, è un istituto di banca multipla con sede a Città del Messico, membro del Gruppo Finanziario Banamex, la quale è sussidiaria di Citicorp Holdings, la quale, a sua volta, è sussidiaria indiretta di Citigroup. Nel febbraio 2024 era la quarta banca più grande del Messico (la terza nel 2018) con una quota di mercato dell'11,6% sui depositi totali, del 10,8% sulle attività e dell'8,8% sul portafoglio crediti.

## Storia
Con la sua creazione nel 1884 nasce la prima grande banca privata in Messico con funzioni di banca di Stato e banca commerciale. In origine il banco operava come agente del governo federale nella negoziazione e contrattazione del debito estero, nella riscossione delle imposte ed emetteva carta moneta, oltre a mantenere i risparmi pubblici e concedere finanziamenti.
Dopo un periodo di statalizzazione bancaria negli anni ottanta, Banamex è stato acquisito nel 1991 da Acciones y Valores de México (Accival), guidata da Roberto Hernández Ramírez e Alfredo Harp Helú, ed è entrata a far parte del Gruppo Finanziario Banamex-Accival (Banacci). Nel 2001  Banacci viene venduta a Citigroup e fuso con le sussidiarie del Gruppo Finanziario Citibank con presenza in Messico. Si forma così il Gruppo Finanziario Banamex, di cui il Banco Nazionale del Messico realizza le operazioni di banca e credito.
Nell'ottobre 2016, il marchio Banamex (sorto nel 1984 e comune alla Banca Nazionale del Messico e al Gruppo Finanziario) è stato modificato per chiamarsi Citibanamex.
Nel gennaio 2022 Citigroup ha annunciato la sua uscita dal Messico come banca di consumo e d'affari oltre ad abbandonare il mercato delle assicurazioni e la gestione dei fondi di assicurazione previdenziale, così questi segmenti e il marchio Banamex vengono messi in vendita.